# Grand River Township (comté de Livingston, Missouri)
Grand River Township est un ancien township, situé dans le comté de Livingston, dans le Missouri, aux États-Unis,.
Le township est baptisé en référence à la rivière v (en), également appelée La Riviere de la Grande.